# Rivière Corporon
La rivière Corporon est un affluent de la rive nord de la rivière aux Feuilles dont les eaux coulent vers l'est et se jettent dans le lac aux Feuilles, lequel se connecte par un détroit au littoral ouest de la baie d'Ungava. La rivière Corporon coule dans le territoire non organisé de Rivière-Koksoak, dans la région du Nunavik, dans la région administrative du Nord-du-Québec, au Québec, au Canada.

## Géographie
Les bassins versants voisins de la rivière Corporon sont :
- côté nord : rivière Arnaud ;
- côté est : décharge du lac Fanfan ;
- côté sud : rivière aux Feuilles ;
- côté ouest : rivière Péladeau, lac des Indiens.

La rivière Corporon tire ses eaux de tête d'un lac situé au nord-ouest du lac des Indiens et au nord du lac Allatuurusiup, dans le Nord-du-Québec.
La rivière Corporon coule généralement vers le sud-est, Son embouchure se déverse sur la rive nord de la rivière aux Feuilles, dans la zone de tête d'une série de rapides. Son embouchure est située à 22,4 km en aval de l'embouchure de la rivière Péladeau.

## Toponymie
Jean Corporon est l'un des premiers pionniers de l'Acadie, au XVIIe siècle. Il habitait Port-Royal en Acadie, vers 1671.
Le toponyme rivière Corporon a été officialisé le 5 décembre 1968 à la Commission de toponymie du Québec.